# Parti des citoyens (Islande)
Pour les articles homonymes, voir Parti des citoyens.
 (juillet 2018).
Si vous disposez d'ouvrages ou d'articles de référence ou si vous connaissez des sites web de qualité traitant du thème abordé ici, merci de compléter l'article en donnant les références utiles à sa vérifiabilité et en les liant à la section « Notes et références ».
Le Parti des citoyens (Borgaraflokkurinn) a été un parti politique en Islande de 1987 à 1994, considéré comme populiste de droite.

## Histoire
Le Parti des citoyens a été fondé par Albert Guðmundsson, un ministre du Parti de l'indépendance. Impliqué dans des poursuites judiciaires concernant la défunte compagnie maritime Hafskip, il a été contraint par les membres de son parti d'abandonner son mandat de ministre en 1987.
Il claqua alors la porte de son parti et fonda le Parti des citoyens. Un nombre important de membres le suivirent et, lors des élections législatives qui eurent lieu en 1987, le parti remporta sept sièges au parlement islandais.
En 1989, Albert Guðmundsson abandonna la présidence du parti et fut nommé ambassadeur d'Islande en France. Deux des sept députés formèrent alors leur propre parti, puis réintégrèrent le Parti de l'indépendance.
Les cinq membres restants formèrent un gouvernement le 10 septembre 1989 en coalition avec le Parti social-démocrate, l'Alliance du peuple et le Parti du progrès, sous la direction de Steingrímur Hermannsson. La coalition dura jusqu'au 30 avril 1991. Le Parti des citoyens occupa les postes de Ministre de la Justice et de Ministre de l'Environnement.
En 1991, le parti fut si divisé qu'il ne remporta pas le moindre siège au parlement. Il cessa ses activités en 1994.